# Route nationale 10bis
Die Route nationale 10bis, kurz N 10bis oder RN 10bis, war eine französische Nationalstraße, die 1831 zwischen Chevanceaux und Libourne festgelegt wurde. Grund ihrer Festlegung war die Brücke der Nationalstraße 89 über die Dordogne in Libourne. Die N 10 war zu dem Zeitpunkt noch durch den Fluss unterbrochen. Die Länge der N 10bis betrug 47 Kilometer. 1973 wurde sie komplett abgestuft.